# 建築コミッショナー
建築コミッショナー（けんちくコミッショナー、英：architecture commissioner）とは、都市計画や建築、ランドスケープなど、また建築美術展覧会の展示などを総合的に総括する役のことである。
日本においては、熊本県くまもとアートポリス構想初代コミッショナー、ニューヨーク近代美術館, 第6回および第8回ヴェネツィア・ビエンナーレ建築展日本館展示「亀裂」日本館担当の磯崎新、第2代コミッショナーの高橋靗一、第3代コミッショナーの伊東豊雄、岡山県「クリエイティブタウン岡山」構想の岡田新一、ヴェネツィア・ビエンナーレ第9回国際建築展での日本館担当の森川嘉一郎、同ビエンナーレ第10回建築展日本館担当の藤森照信、1996年 ミラノ・トリエンナーレ日本パビリオン・コミッショナーの竹山聖などがその例として知られる。今井ニュータウンではデザインコミッショナーを渡辺定夫がつとめた。